# Parco nazionale del Darién
Il parco nazionale del Darién è un patrimonio dell'umanità di Panama. Si trova a circa 325 chilometri dalla città di Panama, ed è il più esteso di tutti parchi nazionali di Panama.
Venne inserito tra i patrimoni dell'umanità nel 1981, e nel 1983 si aggiunse il titolo di riserva della biosfera.
Le specie più comuni del parco sono rappresentate da are, pappagalli e tapiri. Anche l'aquila arpia è presente in questo parco nazionale. Il parco è famoso per l'incredibile varietà genetica presente. Solitamente i turisti che arrivano in aereo utilizzano l'aeroporto di El Real, la città più vicina al parco.